# 巴爾奇克
巴爾奇克 是位於保加利亞東北部的城市。地處多布里奇州，黑海沿岸。巴爾奇克是海濱度假勝地。位於瓦爾納東北42公里處。市區建在黑海沿岸的多布羅加台地上方。

## 歷史

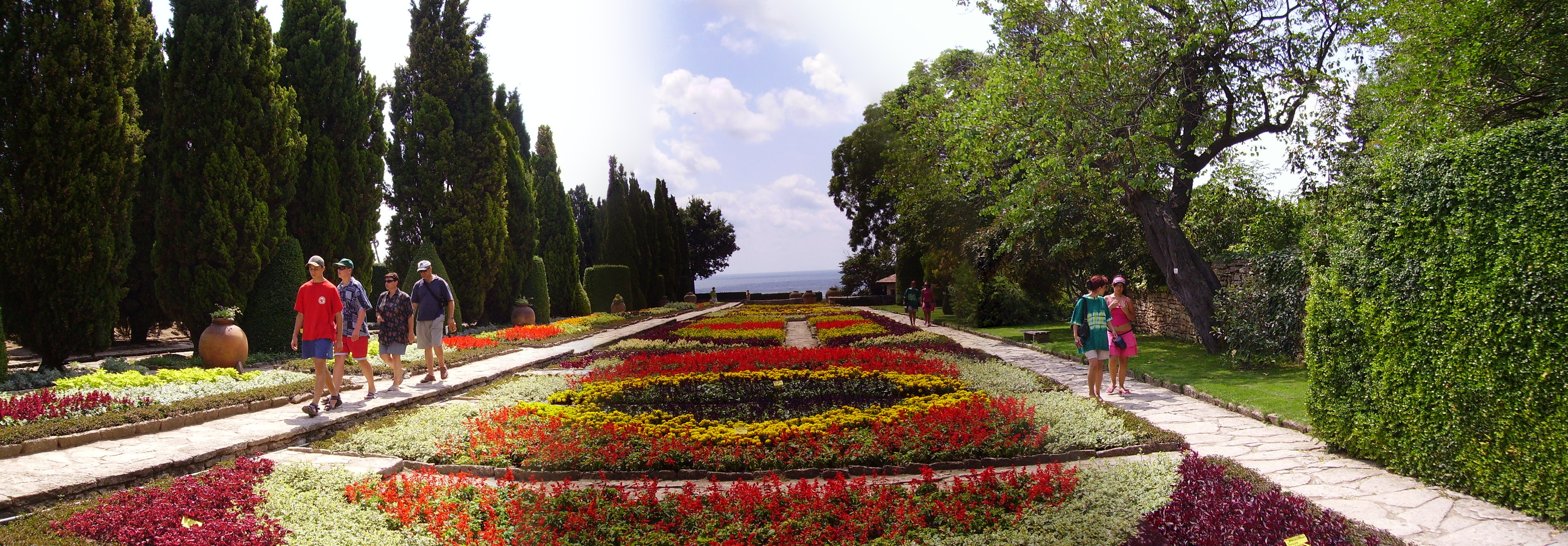
巴爾奇克植物園

### 古代·中世紀
巴爾奇克曾是古希臘植民地，名為庫魯諾伊（Κρουνοι / Krounoi），在希臘化時代的希臘末期到東羅馬帝國時代，城市曾以神話人物狄奧尼索斯命名，名為狄奧尼索斯（Διονυσοπολις / Dionysopolis）。巴爾奇克曾是在色雷斯人村鎮的遺跡上修築的要塞。在奧斯曼帝國統治時期，巴爾奇克改為現在的名字。這個名稱可能是來自于加告茲語的「小城市」一詞。另外，根據其他說法，這個名稱的起源和卡瓦爾納大公國的統治者巴利克（ / Balik）有關。

### 保加利亞解放之後
保加利亞解放之後，巴爾奇克發展為一個農業據點，成為了小麥的輸出據點。之後，巴爾奇克和其南鄰的海濱度假地阿爾伯納都得到了很大的發展。其民族構成也發生了很大變化，過去加告茲人和塔塔爾人、土耳其人曾是這裡的多數民族，現在保加利亞人則占人口的多數。據保加利亞歷史學家雷娜·加夫里洛娃估計，1878年之前，保加利亞人只占巴爾奇克總人口的 約10%.；而今天，巴爾奇克69.2%的人口是保加利亞人、16.2%是土耳其人、12.3%是羅姆人。目前城市仍有很多土耳其少數民族生活，當地的穆斯林居民也仍然在使用奧斯曼帝國時代的清真寺。1913年到1916年及1919年到1940年期間，巴爾奇克曾由羅馬尼亞統治。

## 觀光

### 巴爾奇克宮殿
在羅馬尼亞統治時代，巴爾奇克宮殿曾是羅馬尼亞王妃瑪利亞和其家族喜愛的夏季避暑地。巴爾奇克宮殿和其附近的巴爾奇克宮殿植物園已是城市重要的觀光景區。

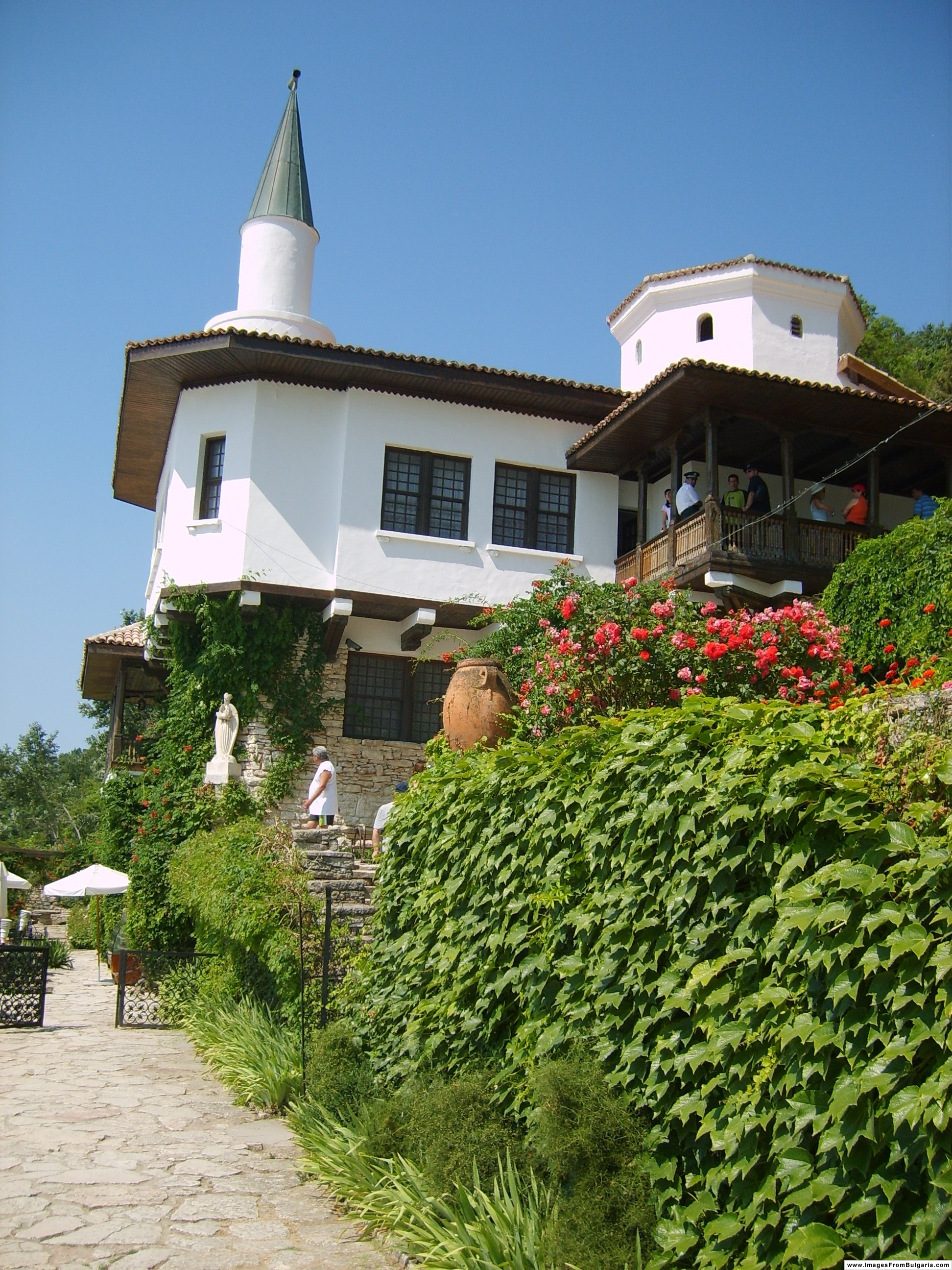
巴爾奇克宮殿一角
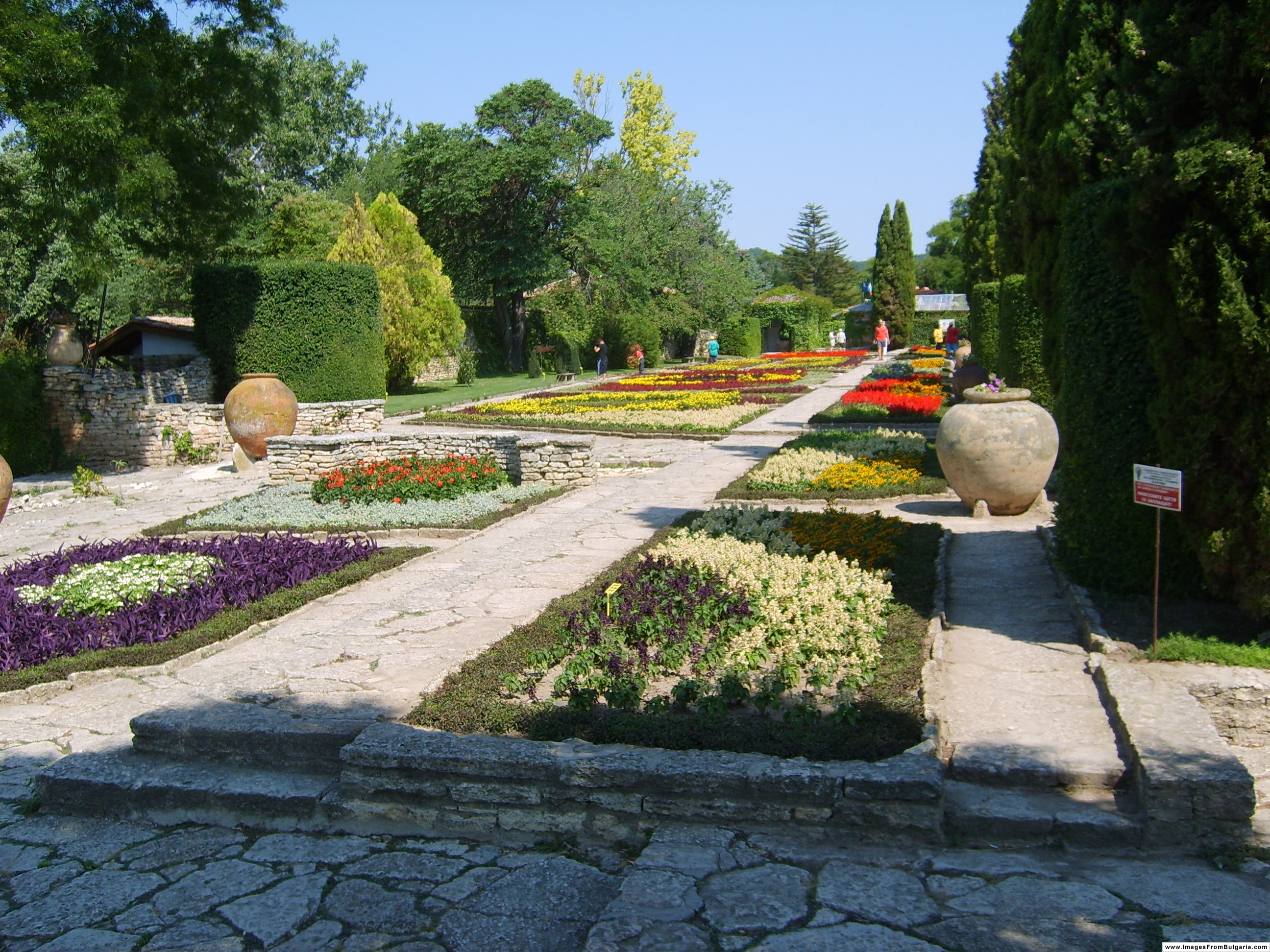
巴爾奇克宮殿的庭園
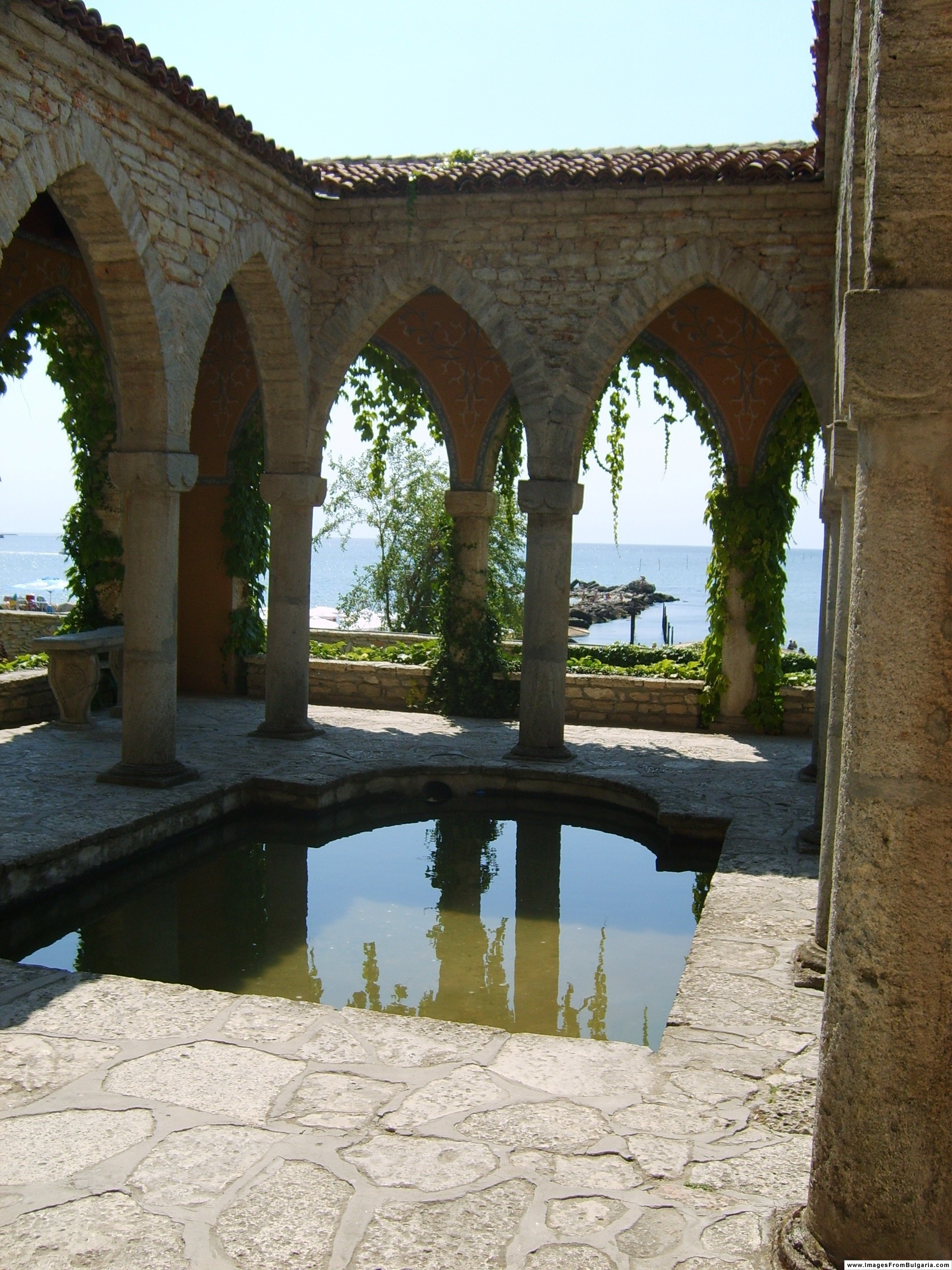
巴爾奇克宮殿的浴場

### 阿爾伯納
阿爾伯納是巴爾奇克附近的村鎮，距巴爾奇克有12公里，距瓦爾納有30公里。離瓦爾納機場也很近。

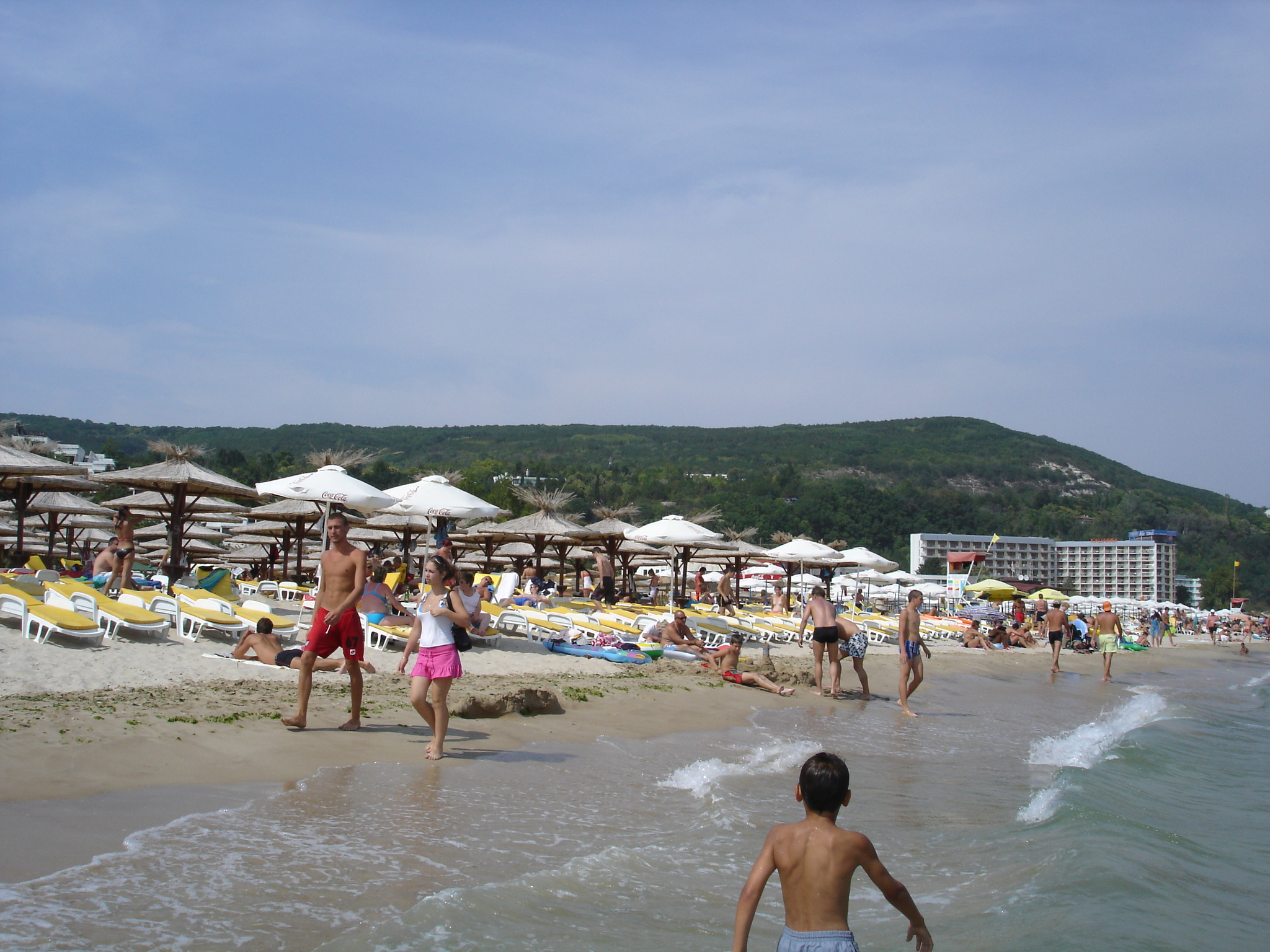
阿爾伯納沙灘

阿爾伯納在建設之時即計劃建為一個黑海沿岸的觀光地，有很多具有統一感的獨特建築。沿海灘有很多旅館。阿爾伯納因其前往其他旅遊景區和文化、經濟據點的交通都頗為便利，加上自然條件優越，在1960年代之前還是無人之地的阿爾伯納如今已成為觀光景區。
度假區內有長5公里，寬150米的沙灘。海水也十分溫暖透明，且海灘100米到150米的範圍內水深都不超過1.6米。海灘附近的旅館很多都自帶游泳池。從旅館除了可以眺望海灘之外，還能看到巴爾塔塔（ / Baltata）自然保護區的森林。旅遊季節是5月到10月。除此之外，阿爾伯納還是温泉療養地。阿爾伯納的溫泉水溫約在攝氏摂氏30度，含有鈣等礦物質。
阿爾伯納這一名稱是來自于保加利亞作家Yordan Yovkov的作品中登場的女性人物。阿爾伯納在保加利亞語中是女性的名字。

## 圖集

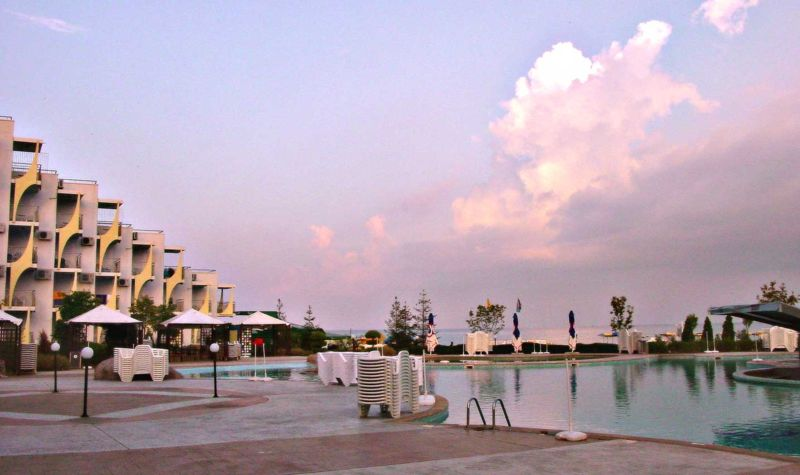
阿爾伯納傍晚的景色
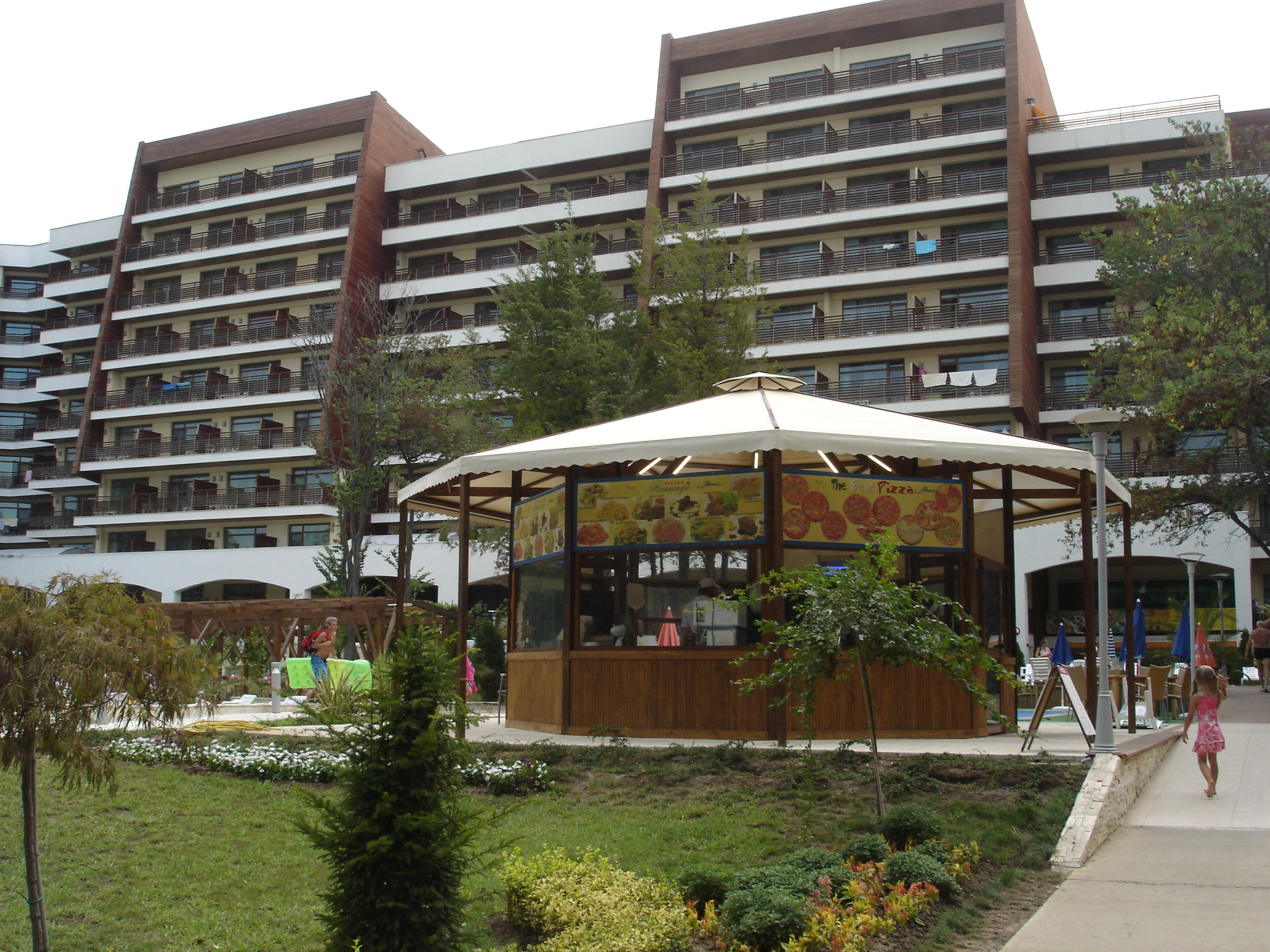
海濱的一處旅館

## 友好城市
- 土耳其阿爾穆塔蘭
- 羅馬尼亞布蘭
- 羅馬尼亞曼加利亞
- 斯洛伐克舊柳博夫尼亞
- 瑞典哈格福什
- 波蘭切申

## 其他
- 法蘭西斯·柯波拉曾爲了拍攝『沒有青春的青春』而在巴爾奇克停留過11天。
- 南極大陸的巴爾奇克峰（英语：Balchik Ridge）是以巴爾奇克來命名的。

## 外部連結
- Balchik.com - Hotels, Restaurants, News, Events and Properties （页面存档备份，存于）
- - Online catalog of Balchik
- Balchik Photos
- Ancient coinage from Dionysopolis （页面存档备份，存于）
- Searchable Greek Inscriptions at The Packard Humanities Institute (PHI)  （页面存档备份，存于） - Segment from Decree of Dionysopolis reviewed in Inscriptiones graecae in Bulgaria repertae by Georgi Mihailov
- Quiet Nest Palace
- International Art Forum - WithoutBorders - The Palace - Balchik
- In The Palace International Short Film Festival, Balchik （页面存档备份，存于）